# Сапфірин
Сапфірин (рос. сапфирин; англ. sapphirine; нім. Saphirin n) — мінерал, силікат магнію й алюмінію острівної будови.
Сапфірин є мінералом класу іносилікатів, а всередині цього він відноситься до так званої групи сапфіринів. 

## Етимологія та історія
Назва сапфірину пов'язана з його схожим кольором із сапфіром. Однак у минулому кілька інших дорогоцінних каменів, які можна було сплутати з сапфіром, називали сапфірином, наприклад блакитний халцедон і блакитна шпінель.
Він був виявлений у 1819 році в Qeqertarsuatsiaat в регіоні Kitaa, в Гренландії (Данія), отримавши таку назву за свій сапфіровий колір.
Названо за зовнішньою подібністю до сапфіру (C.L.Giesecke, 1819). Назву дав професор, німецький мінералог Чарльз Льюїс Гізеке (1761-1833) 

## Загальний опис
Хімічна формула: 
- За Є. Лазаренком: Mg2Al4[O6SiO4].
- За К. Фреєм і за «Fleischer's Glossary» (2022): (Mg, Al)8(Al, Si)6O20. Містить (%): MgO — 21,4; Al2O3 — 65,7; SiO2 — 12,9.

Сапфірин є рідкісним мінералом із класу мінералів «силікати та германати». Він кристалізується в моноклінній кристалічній сингонії зі спрощеним хімічним складом (Al, Mg)8[O2|(Al, Si)6O16]
Сапфірин є прозорим або напівпрозорим і утворює лише слабко розвинені кристали з пластинчастою або листчастою структурою. Зазвичай зустрічається у вигляді зернистих мас. Його колір зазвичай варіюється від світло — до темно-синього або зеленого, але відомі також білі, сірі, світло-червоні та жовті різновиди.
Сингонія моноклінна. Призматичний вид. Форми виділення: розсіяні зерна, зернисті аґреґати, товстотаблитчасті або пластинчасті кристали. Двійники. Спайність добра. Густина 3,4-3,5. Твердість 7,5. Одноріднозабарвлений димчасто-блакитний, синювато- або зеленувато-сірий, іноді темно-зелений. Блиск скляний. Злом нерівний, напівраковистий.
Сапфірин є головним чином продуктом метаморфізму високого ступеня в середовищах, бідних кремнеземом і багатих на магній і алюміній. Однак сапфірин зустрічається в різноманітних породах, включаючи гранулітову та амфіболітову фації, вапняно-силікатні скарни та кварцити; відомий також з ксенолітів. 
Зустрічається як високотемпературний метаморфічний мінерал у сланцях, плагіоклазових ґнейсах, анортозитах. Рідше зустрічається у осадових теригенних породах. 
Супутні мінерали: кальцит, хризоберил, кордієрит, корунд, гранат, корнерупін, кіаніт, флогопіт, скаполіт, силіманіт, шпінель, силіманіт, бронзит, у зростках з біотитом та роговою обманкою. Рідкісний. Виробний камінь.

## Розповсюдження
Родовища: Фіскернес (Ґренландія), пров. Квебек (Канада), Бетрока (о. Мадагаскар), Вальдгейм (ФРН), Трансвааль (ПАР), Мадура (Індія), Урал (РФ).
Великі кристали високої прозорості та кольору відомі в: Центральна провінція (Хакурутале та Мунватте) Шрі-Ланки, яка давно відома як джерело огранованого зеленувато-блакитного до темно-синього матеріалу, кристали розміром до 30 мм і більше в розміром були знайдені у Фіанаранцуа (округ Бетрока) і провінції Толіара (регіони Андрой і Аносі), південний Мадагаскар. Типовим місцем розташування сапфірину є муніципалітет Сермерсоок, західна Гренландія, де мінерал було виявлено в 1819 році.
Інші відомі місця включають: Західний Хоггар, Алжир; комплекс Нейпір на Землі Ендербі та пагорби Вестфолд в Антарктиді; Новий Південний Уельс і хребет Странгвейс на Північній території, Австралія;  провінція Цзянсу, Китай;  Лапландія, Фінляндія; Ар'єж, Південь-Піренеї, Франція; Вальдгайм, Саксонія, Німеччина; П'ємонт, Італія; Південна Африка;  округ Халланд, Швеція; Центральна провінція, Танзанія; Острів Харріс, Зовнішні Гебриди, Шотландія; район Бані-Гамід в Семайл-Офіоліт, Об'єднані Арабські Емірати; штати Арізона, Канзас, Нью-Йорк, Північна Кароліна, США та ін.

## Різновиди
Розрізняють:
- сапфірин залізистий (різновид сапфірину, який містить двовалентне залізо),
- сапфірин фальшивий (синій халцедон).

## Інші значення
- Синюватий різновид халцедону.
- Синонім гаюїну.
- Шпінель синього кольору.
- Синє природне скло.